# جوش عصيون
غُوشُ عِصْيَوْن (بالعبرية: גּוּשׁ עֶצְיוֹן؛ معناه: كُتْلَةُ عِصْيَوْن) من كبار التكتلات الاستيطانية الإسرائيلية في الضفة الغربية، ومستوطناته منتشرة على جبل الخليل جنوب غرب القدس في محافظة بيت لحم المحتلة. بُنِيت أربعٌ منها أولَ مرةٍ قُبَيْلَ النكبة ما بين 1943 و1947، ليدمّرها الفيلق العربي في معركة كَفْر عصيون سنة 1948، فأصبحت هذه الناحية من داخل الخط الأخضر يفصلها عن الأراضي المحتلةِ سنة 1949. عاد المستوطنون إليها بعد نكسة 1967، فشرعوا في بناء المستوطنات من جديد، ولم تزل منذئذٍ في اتِّساع وازدياد، ليبلغ عددها 22 مستوطنة سنة 2011 يقيم فيها نحوُ 70٬000 مستوطن. هذا ويَعُدُّ المجتمع الدولي بناء المستوطنات الإسرائيلية في الضفة الغربية خرقا للقانون الدولي، دون أن يكون لهذا أثر على وتيرة تنامي المستوطنات. 

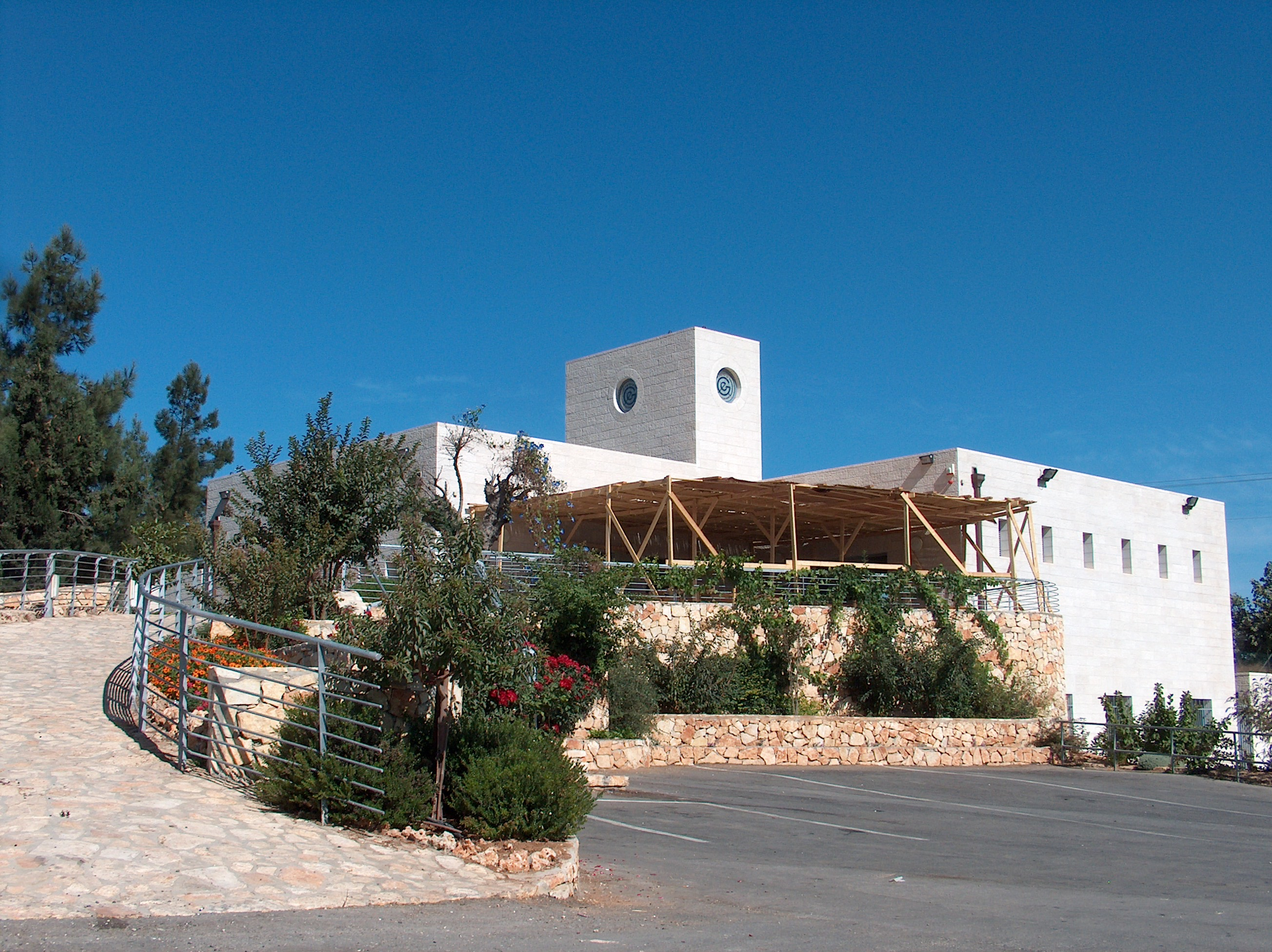
مصنع نبيذ ألون شفوت.

## الاستيطان الإسرائيلي

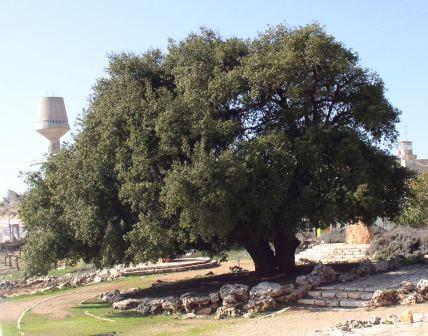
"شجرة البلوط"، من رموز غوش عصيون.

يدعي الإسرائيليون أن غوش عصيون كان تضم تجمعات يهودية فيما قبل حرب 1948، وأثناء الحرب تدمرت القرى اليهودية. وبعد حرب 1967 وفي أعقاب احتلال الضفة الغربية، أعاد الإسرائيليون اقامة المستوطنات في المنطقة مرة أخرى بعد توسيع رقعتها، لتصبح 22 مستوطنة.

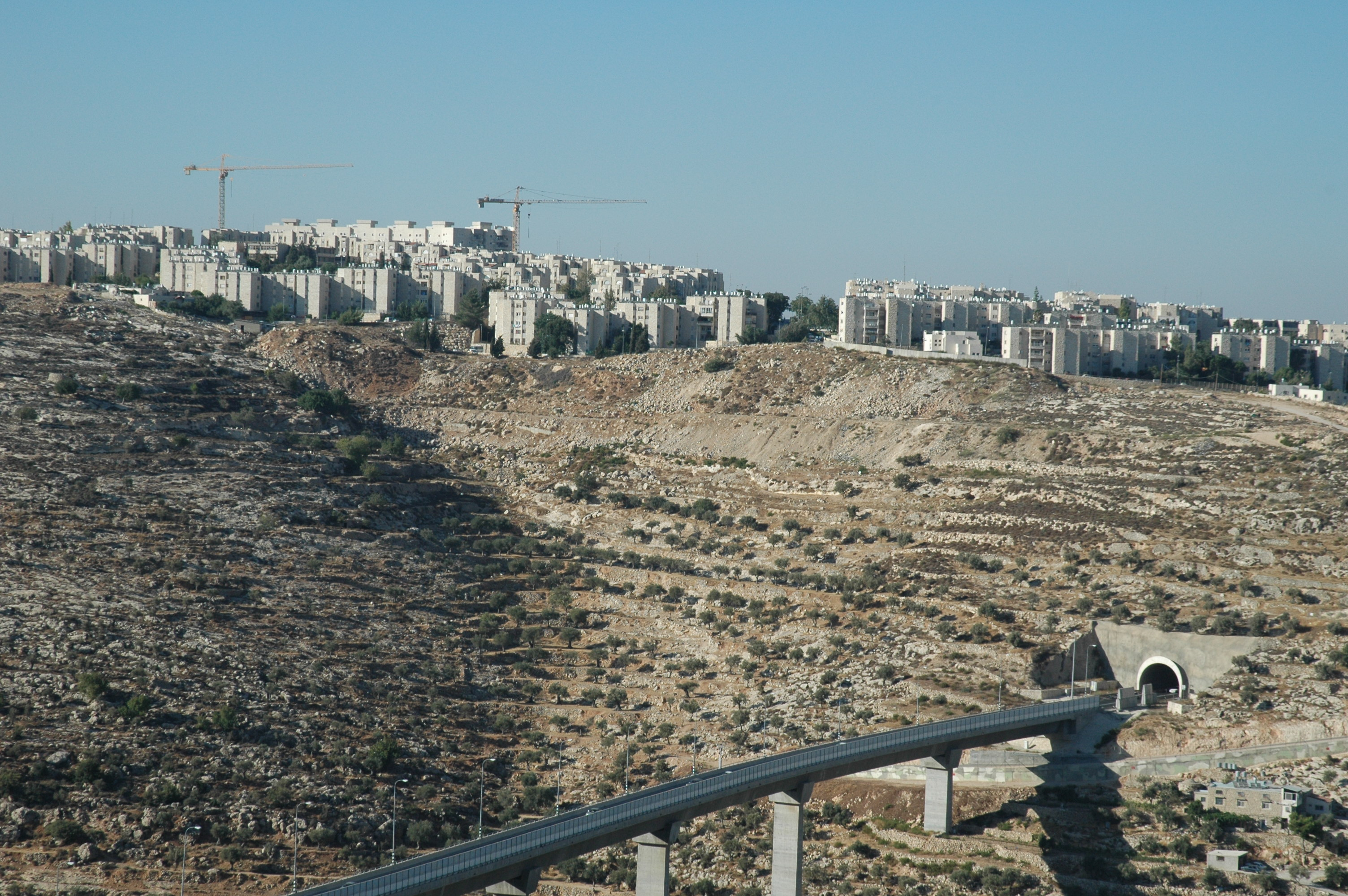
نفق في طريق 60 ، يصل من القدس إلى غوش عصيون.

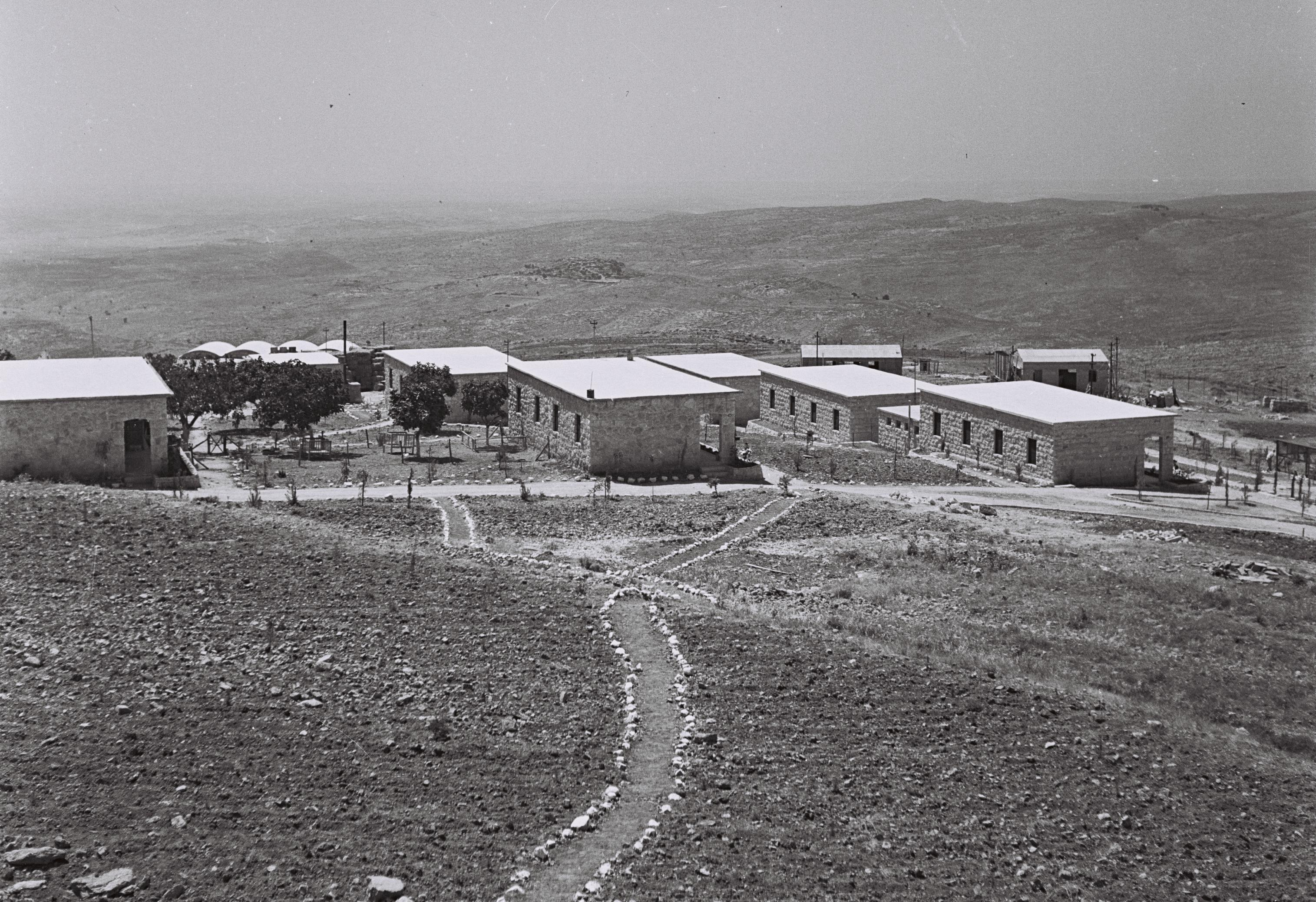
قيبوص مسعود إسحاق، مايو 1947

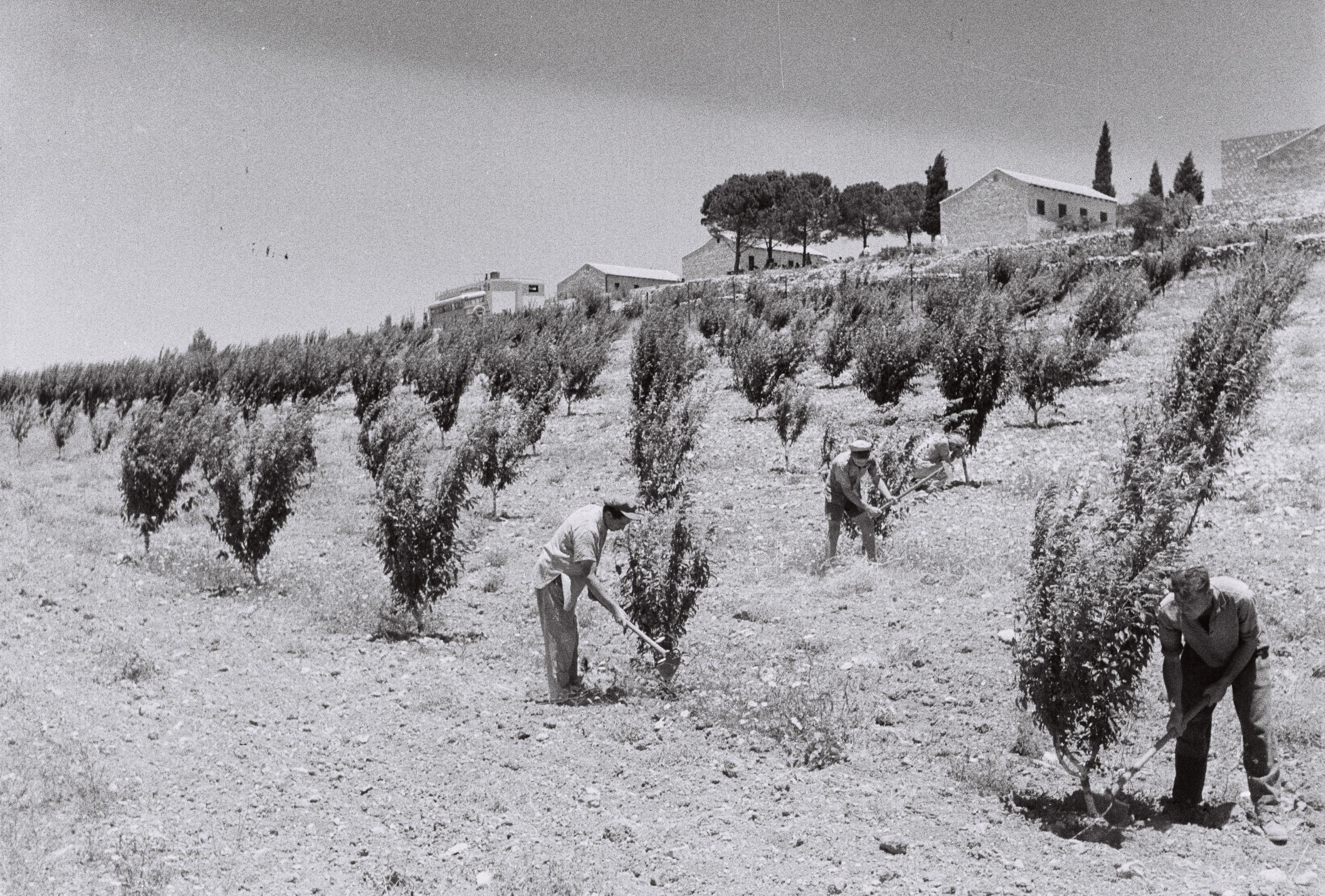
كفر عصيون، 1947

وفي 28 أغسطس 2012 أعلن رئيس الوزراء الإسرائيلي بنيامين نتنياهو عن بدء مرحلة جديدة من عمليات بناء المستوطنات بالضفة الغربية، بما فيها منطقة غوش عصيون وأفرات، باعتبارهما جزء من القدس الكبرى، مؤكداً على بقاء هذه التجمعات تحت السيطرة الإسرائيلية تحت أي ظرف من الظروف.
ويقع مشروع القدس الكبرى ضمن مخطط نتنياهو اليمين، وتمد مساحته من مستوطنة معاليه أدوميم شرقا حتى قرية الولجة غربا، ومن حاجز قلنديا شمالاً حتى مستوطنات غوش عصيون جنوبا.
وستشكل القدس الكبرى 10% من مساحة الضفة الغربية، حيث ستضم 14 مستوطنة من كتلة غوش عصيون إلى مستوطنات القدس. وكان نتنياهو في فترة ولايته الأولى (1996-1999)، قدم مشروع قرار للكنيست بانشاء بلدية كبرى للقدس، لكنه لم يطبق بالرغم من الموافقة عليه.

## غوش عصيون المعاصرة

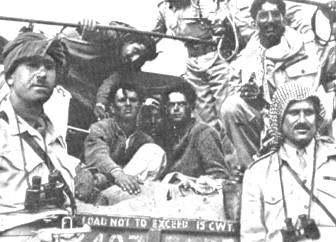
الأسرى اليهود في الأردن، بعد قيام الجيش الاردني ب هدم غوش عصيون، مايو 1948.

تضم غوش عصيون المعاصرة التجمعات التالية:
| الاسم        | التأسيس | السكان (تعداد 2008) | النوع            |
| ------------ | ------- | ------------------- | ---------------- |
| ألون شفوت    | 1970    | 3,400               | مستوطنة اجتماعية |
| بات عاين     | 1989    | 900                 | مستوطنة اجتماعية |
| بيتار إليت   | 1985    | 38,800              | بلدية مستقلة     |
| أفرات        | 1983    | 8,300               | بلدية مستقلة     |
| إلعازر       | 1975    | 1,706               | مستوطنة اجتماعية |
| كارمي تزور   | 1984    | 700                 | مستوطنة اجتماعية |
| كيدار        | 1984    | 960                 | مستوطنة اجتماعية |
| كفر إلداد    | 1994    | 120                 | مستوطنة اجتماعية |
| كفر عصيون    | 1967    | 820                 | قيبوص            |
| جفعوت        | 1984    | 75                  | مستوطنة اجتماعية |
| هار جيلو     | 1968    | 570                 | مستوطنة اجتماعية |
| إبي حناهال   | 1999    | 50                  | مركز             |
| معاليه عاموس | 1982    | 270                 | مستوطنة اجتماعية |
| معل رحافام   | 2001    | 40                  | مركز             |
| ميتساد       | 1984    | 380                 | مستوطنة اجتماعية |
| مجدل عوز     | 1977    | 440                 | قيبوص            |
| نفه دانيال   | 1982    | 1,883               | مستوطنة اجتماعية |
| نوكديم       | 1982    | 1300                | مستوطنة اجتماعية |
| پني كدم      | 2000    | 100                 | مركز             |
| روش تزوريم   | 1969    | 560                 | قيبوص            |
| سده بواز     | 2002    | 90                  | مركز             |
| تكواع        | 1975    | 1600                | مستوطنة اجتماعية |

## ربطها بالقدس
في إطار توسيع مدينة القدس المحتلة، وضم المستوطنات الواقعة في الضفة الغربية إليها، أكملت الحكومة ربط المستوطنات التي تحيط بالقدس بالمدينة المقدسة.

## وصلات خارجية
- غوش عصيون نسخة محفوظة 4 فبراير 2012 على موقع واي باك مشين. الموقع الرسمي.
- قيبوص كفر عصيون الموقع الرسمي.